# Tasiocera (Tasiocera) tenuicornis
Tasiocera (Tasiocera) tenuicornis is een tweevleugelige uit de familie steltmuggen (Limoniidae). De soort komt voor in het Australaziatisch gebied.